# Mauro Méndez
Mauro Andrés Méndez Acosta (Salto, Uruguay; 17 de enero de 1999) es un futbolista uruguayo que juega como delantero en Banfield de la Primera División de Argentina.

## Trayectoria

### Montevideo Wanderers
Ex canterano de Defensor Sporting, se incorporó a Montevideo Wanderers en febrero de 2017. Debutó como profesional en el club el 2 de junio de 2019, en una derrota liguera por 0-3 ante el C. A. Cerro.
En noviembre de 2020 era elegido el jugador "talento joven" del fútbol de Uruguay. Además fue elegido como el mejor jugador en septiembre de 2021 por la Asociación Uruguaya de Fútbol (AUF).
Al finalizar el Torneo Apertura 2022, el 6 de junio de 2022, se consagró goleador del torneo uruguayo con 8 tantos. El delantero de 23 años deja Montevideo Wanderers F. C. tras 97 encuentros, 27 goles y 7 asistencias. Solo en 2022 convirtió 15 tantos, por lo que quedó en ese momento como segundo mejor goleador uruguayo en el mundo en 2022. Con sus 15 goles (Campeonato Uruguayo y Copa Sudamericana) desde el inicio del año Méndez quedó a un gol oficial de Darwin Núñez, que tiene más tantos convertidos desde el 1° de enero hasta junio de 2022.
Durante el 2022 jugó 26 encuentros, contando la participación en Copa Sudamericana, marcando 15 goles.

### Estudiantes de La Plata
El 28 de julio de 2022 Estudiantes adquiere los servicios del delantero de 23 años al club Montevideo Wanderers en 1.700.000 dólares por el 70% de la ficha, firmando contrato hasta junio de 2025. Ese día fue presentado oficialmente.
El 30 de julio de 2022 jugó su primer partido por el torneo argentino en el empate 0 a 0 contra Banfield. El 4 de agosto de 2022 fue titular en el empate 0 a 0 con Athletico Paranaense en la Copa Libertadores 2022.
Durante 2023 tuvo su mejor temporada en el club con 26 presencias y 8 goles en el primer semestre.
El 30 de abril de 2024 convirtió el penal definitivo que colocó a Estudiantes en la final de la Copa de la Liga Profesional 2024.
El 15 de julio, durante una práctica de fútbol, sufrió la rotura del ligamento cruzado anterior, teniendo varios meses de rehabilitación por delante.

### Banfield
En julio de 2025, Méndez fue cedido al Club Atlético Banfield a préstamo por 18 meses, con opción de compra. En Estudiantes había extendido previamente su contrato hasta diciembre de 2027.
El 20 de julio de 2025, en un partido correspondiente a la fecha 2 del Torneo Clausura, hizo su debut con la camiseta del Taladro, convirtiendo un gol luego de haber ingresado desde el banco de suplentes, el cual fue fundamental para darle el triunfo a Banfield por 2-1 ante Newell's Old Boys en condición de visitante.

## Estadísticas

### Clubes
Actualizado al último partido disputado el 20 de julio de 2025.
| Montevideo Wanderers · Uruguay | 1.ª           | 2018-19       | 14  | 1  | 0  | 0 | 1  | 0 | 15  | 1  |
| Montevideo Wanderers · Uruguay | 1.ª           | 2019-20       | 30  | 7  | 0  | 0 | 0  | 0 | 30  | 7  |
| Montevideo Wanderers · Uruguay | 1.ª           | 2020-21       | 21  | 4  | 2  | 0 | 2  | 0 | 25  | 4  |
| Montevideo Wanderers · Uruguay | 1.ª           | 2021-22       | 20  | 11 | 0  | 0 | 8  | 4 | 28  | 15 |
| Montevideo Wanderers · Uruguay | Total club    | Total club    | 85  | 23 | 2  | 0 | 11 | 4 | 98  | 27 |
| Estudiantes de La Plata Argentina | 1.ª           | 2022          | 13  | 0  | 0  | 0 | 2  | 0 | 15  | 0  |
| Estudiantes de La Plata Argentina | 1.ª           | 2023          | 19  | 4  | 16 | 3 | 9  | 3 | 44  | 10 |
| Estudiantes de La Plata Argentina | 1.ª           | 2024          | 4   | 1  | 12 | 5 | 6  | 1 | 22  | 7  |
| Estudiantes de La Plata Argentina | 1.ª           | 2025          | 0   | 0  | 1  | 0 | 1  | 0 | 2   | 0  |
| Estudiantes de La Plata Argentina | Total club    | Total club    | 36  | 5  | 29 | 8 | 18 | 4 | 83  | 17 |
| Banfield Argentina | 1.ª           | 2025          | 1   | 1  | 0  | 0 | 0  | 0 | 1   | 1  |
| Banfield Argentina | Total club    | Total club    | 1   | 1  | 0  | 0 | 0  | 0 | 1   | 1  |
| Total carrera | Total carrera | Total carrera | 122 | 29 | 31 | 8 | 29 | 8 | 182 | 45 |
| (1) La copa nacional se refiere a la Copa Argentina y Copa de la Liga Profesional. (2) La copa internacional se refiere a la Copa Sudamericana y Copa Libertadores. |               |               |     |    |    |   |    |   |     |    |

## Palmarés

### Campeonatos nacionales
| Título              | Club                    | País      | Año  |
| ------------------- | ----------------------- | --------- | ---- |
| Copa Argentina      | Estudiantes de La Plata | Argentina | 2023 |
| Copa de la Liga     | Estudiantes de La Plata | Argentina | 2024 |
| Trofeo de Campeones | Estudiantes de La Plata | Argentina | 2024 |

### Distinciones individuales
| Distinción                                                   | Año  |
| ------------------------------------------------------------ | ---- |
| Máximo goleador del Torneo Apertura 2022 (Uruguay) (8 goles) | 2022 |

## Redes sociales
- Instagram

- Datos: Q88094584